# Unione Sportiva Arezzo 1938-1939
Questa pagina raccoglie le informazioni riguardanti l'Unione Sportiva Arezzo nelle competizioni ufficiali della stagione 1938-1939.

## Rosa
| N. |                   | Ruolo | Calciatore            |
| -- | ----------------- | ----- | --------------------- |
|    | Italia (bandiera) | A     | Dante Bazzani         |
|    | Italia (bandiera) | D     | Omero Bonifazi        |
|    | Italia (bandiera) | C     | Ezio Brigi            |
|    | Italia (bandiera) | A     | Mario Crocini         |
|    | Italia (bandiera) |       | Alberto Maria Daveri  |
|    | Italia (bandiera) |       | Umberto Galli         |
|    | Italia (bandiera) | C     | Porfirio Gallorini    |
|    | Italia (bandiera) | A     | Francesco Gambineresi |

| N. |                   | Ruolo | Calciatore         |
| -- | ----------------- | ----- | ------------------ |
|    | Italia (bandiera) | C     | Mario Landi        |
|    | Italia (bandiera) | A     | Pacifico Mora      |
|    | Italia (bandiera) | D     | Giorgio Nappini    |
|    | Italia (bandiera) |       | Elio Padelli       |
|    | Italia (bandiera) |       | Guerrino Romanelli |
|    | Italia (bandiera) | P     | Ivo Sarri          |
|    | Italia (bandiera) | C     | Mario Semoli       |
|    | Italia (bandiera) |       | Vasco Vanzi        |